# اوساکی، میاگی
اوساکی در استان میاگی در کشور ژاپن  واقع شده‌است  که دارای جمعیت ۱۳۷٬۱۶۴ نفر و مساحت ۷۹۶٫۷۶ کیلومتر مربع با تراکم جمعیت ۱۷۲  نفر در کیلومترمربع است و در تاریخ ۳۱ مارس ۲۰۰۶ به عنوان شهر شناخته شد.